# رومان فيرييه
رومان فيرييه (24 فبراير 1976

 في كان) (بالفرنسية: Romain Ferrier)‏ لاعب كرة قدم فرنسي يجيد اللعب في مركز الظهير الأيسر وغير مرتبط بأي نادي حاليا .
لعب فيرييه في أندية كان (1995-1997) بوردو (1997-1999) مونبيلييه (1999-2000) غينغان (2000-2004) سيوداد دي مورسيا (2004-2005) نيور (2005-2008) سكودا زانثي (2008-2009) .
ساهم فيرييه في تتويج نادي بوردو ببطولة دوري الدرجة الأولى موسم 1998/1999 .

## روابط خارجية
- رومان فيرييه على موقع رابطة كرة القدم الفرنسية للمحترفين (الإنجليزية)
- رومان فيرييه على موقع قاعدة بيانات كرة القدم.إي يو (الإنجليزية)